# Ministère de l'Agriculture (Burkina Faso)
Pour les articles homonymes, voir Ministère de l'Agriculture.
Le ministère de l'Agriculture est un ministère du Burkina Faso qui a son siège à Ouaga 2000 à Ouagadougou.

## Description

### Siège
Le ministère chargé des affaires étrangères a son siège à Ouagadougou.

### Attributions
Le ministère est chargé de l'agriculture au Burkina. L'appellation du ministère varie selon les gouvernements et peut être Ministère de l'Agriculture et Coopération ou de l'Agriculture et des Ressources halieutiques ou de l'Agriculture, des Ressources hydrauliques, de l’Assainissement et de la Sécurité alimentaire ou de l'Agriculture et l'Aménagement hydraulique ou de l'Agriculture et des Aménagements hydro-agricoles

## Liste des ministres
| Nom                    | Dates du mandat  | Dates du mandat  | Parti | Gouvernement(s)         |
| ---------------------- | ---------------- | ---------------- | ----- | ----------------------- |
| Sibiri Salembéré       | 7 septembre 1960 | 2 mai 1961       |       | Gouvernement Yaméogo I  |
| Sibiri Salembéré       | 1er mai 1959     | 7 septembre 1960 |       | Gouvernement Yaméogo II |
| –                      | –                | –                | –     | –                       |
|                        |                  | 6 janvier 2006   |       | Gouvernement Yonli      |
| Salif Diallo           | 6 janvier 2006   | 4 juin 2007      |       | Gouvernement Yonli II   |
| Salif Diallo           | 4 juin 2007      | 20 avril 2011    |       | Gouvernement Zongo      |
| Laurent Sedego         | 21 avril 2011    | 30 octobre 2014  |       | Gouvernement Tiao       |
| François Lompo         | 23 novembre 2014 | 6 janvier 2016   |       | Gouvernement Zida       |
| Jacob Ouedraogo        | 12 janvier 2016  | 19 janvier 2019  |       | Gouvernement Thiéba     |
| Salifou Ouedraogo      | 19 janvier 2019  | 8 décembre 2021  |       | Gouvernement Dabiré     |
| Moussa Kaboré          | 13 décembre 2021 |                  |       | Gouvernement Zerbo      |
| Delwendé Innocent Kida | 05 mars 2022     |                  |       |                         |
| Dénis Ouedraogo        | 24 octobre 2022  | 27 juin 2023     |       | Gouvernement Tambela I  |
| Ismaël SOMBIE          | 27 juin 2023     | En cours         |       | Gouvernement Tambela II |
|                        |                  |                  |       |                         |